# Суперключ
Суперключ — в реляционной модели данных — подмножество атрибутов отношения, удовлетворяющее требованию уникальности: не существует двух кортежей данного отношения, в которых значения этого подмножества атрибутов совпадают (равны).
Суперключ отличается от потенциального ключа тем, что на суперключ не накладывается требование минимальности, или несократимости (это требование означает, что в составе ключа отсутствует меньшее подмножество атрибутов, удовлетворяющее условию уникальности). Вследствие этого в состав суперключа может входить другой, более «компактный» по количеству атрибутов суперключ.
Таким образом, потенциальный ключ может быть определён как суперключ, обладающий свойством минимальности (несократимости).
Поскольку все кортежи в отношении по определению уникальны, в нём всегда существует хотя бы один суперключ (например, включающий все атрибуты отношения).

## Пример
Английские монархи
| Имя монарха | Номер монарха | Династия    |
| ----------- | ------------- | ----------- |
| Эдуард      | II            | Плантагенет |
| Эдуард      | III           | Плантагенет |
| Ричард      | II            | Плантагенет |
| Генрих      | IV            | Ланкастер   |

Если исходить из того, что уникально имя монарха, уточнённое номером, то в этом отношении суперключами являются:
- {Имя монарха, Номер монарха}
- {Имя монарха, Номер монарха, Династия}.

При этом потенциальным ключом является только первый суперключ.